# Trofeo Baracchi 1982
Il Trofeo Baracchi 1982, trentunesima edizione della corsa, si svolse il 23 ottobre 1982, da Pontedera a Pisa, su un percorso di 92,2 km.
La vittoria fu conquistata dalla coppia Daniel Gisiger e Roberto Visentini, che completarono il percorso in 2h01'31", precedendo Hennie Kuiper e Bert Oosterbosch, che si aggiudicarono il secondo posto, e Stephen Roche e Jacques Bossis, che salirono sul terzo gradino del podio.
I corridori che presero il via in questa edizione della corsa erano 22, suddivisi in 11 coppie. 

## Ordine d'arrivo (Top 10)
| Pos. | Corridore                        | Tempo     |
| ---- | -------------------------------- | --------- |
| 1    | Daniel Gisiger Roberto Visentini | 2h031'31" |
| 2    | Hennie Kuiper Bert Oosterbosch   | a 0'24"   |
| 3    | Stephen Roche Jacques Bossis     | a 1'47"   |